# Gundekar Ier d'Eichstätt
 (décembre 2020).
Gundekar Ier (mort le 20 décembre 1019 probablement à Eichstätt) est évêque d'Eichstätt de 1015 à sa mort.

## Biographie
Gundekar Ier (appelé aussi Gunzo) est le premier évêque d'Eichstätt d'une famille noble de rang inférieur, probablement issu d'une riche famille ministérielle. Des sources médiévales, telles que l'anonyme de Herrieden (de), le considèrent même qu'il y a encore un servage et désapprouvent sa prétendue passion de la chasse. L'échange de Nördlingen décrite par l'anonyme avec l'évêque de Ratisbonne Gebhard contre une zone de chasse en Hongrie a probablement lieu sous son prédécesseur Mégingaud.
Gundekar est le premier domkustos (de) d'origine inférieure. Sa nomination probable par l'empereur Henri II comme évêque d'Eichstätt en 1015 est probablement déjà liée à l'exécution des attributions territoriales du diocèse d'Eichstätt après la nouvelle fondation par l'empereur en 1007 de l'évêché de Bamberg et du nouvel évêque Eberhard. À Eichstätt, Gundekar subit la résistance des clercs et des vassaux, mais doit se plier au désir impérial en octobre 1016 à Francfort. Ainsi il cède le sud du Radenzgau (de), principalement à droite de la Pegnitz. Une compensation pour Eichstätt a probablement lieu que dans une faible mesure; les villes de Beilngries et Berching appartiennent probablement à la compensation.